# Foreign Affair (Mike Oldfield)
Foreign Affair è una nota canzone, incisa nel 1983 da Mike Oldfield e facente parte dell'album Crises. La parte vocale è affidata a Maggie Reilly, autrice del brano assieme allo stesso Oldfield. Pur non essendo stato pubblicato come singolo, si tratta di uno dei pezzi più rappresentativi di Oldfield, tanto da essere presente in varie raccolte del compositore britannico. Del brano sono inoltre state incise alcune cover.

## Testo
(Foreign Affair (1983))
Nel testo viene immaginata un'avventura amorosa con una persona di un altro Paese, lontano da tutti, magari in un'isola tropicale.

## Staff artistico
- Maggie Reilly (voce)
- Mike Oldfield (tastiere)
- Simon Phillips (batteria)

## Cover
Una cover del brano è stata incisa dai seguenti cantanti e/o gruppi:
- Anita (1995)
- Cruisin'gang (1983; con il titolo Affair a Gogo[8])
- Randy Bush (singolo del 1993[9])
- J.T. and The Big Family (singolo del 1990[10])
- Sylver (singolo del 2009[5][6])
- D. Twins feat. Novecento (singolo del 1992[11])
- Yellow Mellow (singolo del 1999[12])

### La cover dei Cruisin' Gang
Una cover del brano in versione dance fu incisa dai Cruisin'Gang nel 1983 con il titolo Affair a Gogo.
Il singolo fu distribuito in Europa dalla Wea in versione 45 giri. In Italia, si classificò al sesto posto nelle classifiche di Sorrisi e Canzoni. 

### La cover dei Sylver
Una cover del brano è stata incisa nel 2009 dal gruppo musicale belga Sylver, che la incluse nel proprio album Sacrifice.
Il singolo, prodotto da Regi Penxten e Wout Van Dessel, e pubblicato su etichetta ARS raggiunse il terzo posto delle classifiche in Belgio.

#### Tracce[5][6]
1. Foreign Affair – 3:14
2. Foreign Affair – 6:26
3. Foreign Affair – 7:06
4. Foreign Affair – 7:26

#### Staff artistico
- Silvy De Bie (voce)[6]

#### Classifiche
| Classifica | Posizione massima | Nr. di settimane |
| ---------- | ----------------- | ---------------- |
| Belgio     | 3                 | 14               |
| Germania   | 77                | 1                |